# Огонь и лёд (мультфильм)
«Огонь и лёд» (англ. Fire and Ice; в другом переводе «Лёд и пламя») — полнометражный мультипликационный фильм режиссёра Ральфа Бакши и художника Фрэнка Фразетты в жанре фэнтези, вышедший в 1983 году. Содержит элементы эротики.
Действие фильма происходит в первобытном медном веке вымышленного мира. Сценарий был написан сотрудниками Marvel Comics Джерри Конвеем, одним из сценаристов «Человека-Паука» и фильма «Конан-Разрушитель», и Роем Томасом, впоследствии работавшим над сериалами «Зена» и «Геркулес». В сценарии сведены к минимуму диалоги, большая часть действия происходит в виде интуитивно понятных сцен, сопровождаемых краткими комментариями.

## Сюжет
Сюжет фильма разворачивается в сказочной стране, которой с севера угрожают наступающие ледники. Этот лед вызван колдуньей Джулианой и её сыном по имени Некрон. Ледяным злодеям противостоит огненная страна лорда Джарела. Послы страны Льда предлагают Джарелу и его сыну Таро признать Некрона своим государем, но гордый царь отказывается.
Тогда слуги Некрона, примитивные варвары-«обезьяны», похищают дочь короля, принцессу Тигру. Ей удаётся бежать из лап похитителей, и теперь девушке предстоит долгий и опасный путь назад в огненную страну. Юный воин по имени Ларн берется защищать Тигру. Роман молодых людей прерывает гигантский кракен, после схватки с которым Ларн при смерти, а беззащитную Тигру вновь хватают варвары.
Ларну приходит на помощь таинственный воин в маске волка, мечтающий уничтожить царство Льда. Он исцеляет юношу, и вместе они преследуют отряд «обезьян». Тигре вновь удается улизнуть, она находит приют в доме колдуньи Ролейл и её сына-великана. Колдунья ведет двойную игру, она хочет продать Тигру Некрону. Но едва варвары узнают, где их жертва, они просто убивают хозяев дома, не дав им никакого вознаграждения. Призрак Ролейл рассказывает об этом Ларну.
Тигра теперь в руках жестокого Некрона, все попытки смягчить тирана тщетны. На переговоры с владыкой Льда отправляется брат Тигры, Таро, наследный принц страны Огня. Но переговоры не ладятся: на оскорбление Некрона Таро бросается в бой и его отряд гибнет. Ларн, зайцем проникший на корабле Таро в страну Льда, вступает в поединок с Некроном. Юноша силен и мог бы победить, но царя-колдуна защищает могущественная магия. Герой вынужден бежать, оставив любимую Тигру.
Теперь война Огня и Льда неминуема. Ледник вместе с замком Некрона подступает к границам свободного царства. В запасе Джарела есть оружие, которое можно использовать только один раз: запасы лавы, их он бережет для последнего шанса. Верхом на драконах Ларн, Волк и воины Огня врываются в ледовый замок и вступают в бой с варварами, превосходящими их числом. Волк находит Некрона и, преодолевая его чары, вершит свою месть. В самый отчаянный момент Джарел выпускает лаву, ледяной замок тает и рушится, погребая под собой друзей и врагов. Но когда Ларн и Тигра выбираются на поверхность, вдали они видят силуэт всадника — Волк уцелел.

## Технологии
Бакши и Фразетта для съёмок ленты в очередной раз прибегли к технологии ротоскопии, при которой фигуры всех персонажей срисовываются с живых натурщиков, снятых заранее на плёнку. Таким образом, перед созданием анимационного фильма практически были проведены съёмки игрового. За счёт этого удалось добиться максимально достоверных фигур и движений людей. Фразетта позднее вспоминал:
Я никогда не задумывался над тем, насколько преувеличены формы людей на моих рисунках, до тех пор, пока не познакомился с ротоскопией. А ведь мне всегда казалось, что где-то наверняка должны существовать женщины, как две капли воды похожие на тех, что я придумываю.
Также использовалась псевдо-трёхмерная панорама, при которой объекты накладываются друг на друга на некотором расстоянии, создавая иллюзию трёхмерного пространства. В создании задних планов приняли участие художники Джон Гурни и Томас Кинкейд.

## Отзывы и оценки
«Огонь и лёд» не окупился в прокате, заработав немногим более половины своего бюджета: $760 883 при бюджете в $1,2 миллиона.
Фильм включён ассоциацией профессиональных кинокритиков в список 100 лучших анимационных лент всех времён.
По данным сайта Rotten Tomatoes, фильм получил смешанные отзывы профессиональных кинокритиков. По мнению журнала «Мир фантастики», «Огонь и лёд» "не стал суперхитом на все времена, а занял почётное место в нише «недооценённых шедевров».
Кинорежиссёр Роберт Родригес — поклонник этого мультфильма и хотел бы снять его ремейк. В 2014 году студия Sony купила у Бакши права на съёмки этого ремейка.